# Габрієль Клементс

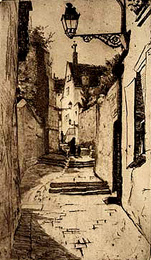
Один з офортів Габрієль Клементс

Габрієль Клементс (англ. Gabrielle Clements, повне ім'я de Gabrielle Veaux Clements; 11 вересня 1858—1948) — американська художниця і граверка, також педагогиня.

## Життєпис
Народилася 11 вересня 1858 року у Філадельфії в сім'ї доктора Річарда Клементса і Габріелли де Во. Предком її матері, родом з Південної Кароліни, був герой Війни за незалежність США — генерал Френсіс Меріон.
Габрієль вчилася в школі міс Лонгстрет (Miss Longstreth's school) у Філадельфії і вже в підлітковому віці проявила інтерес до мистецтва. 1875 року вона відвідувала Філадельфійську художню школу для жінок, де під керівництвом Чарлза Пейджа (Charles Page) вивчала літографію. Потім від 1876 до 1880 року вона вчилася в Корнельському університеті в Ітаці, штат Нью-Йорк; тут вивчала науку, виконувала наукові малюнки та отримала ступінь бакалавра наук. Її випускна робота називалася «A Study of Two German Masters in Medieval Art, Dürer and Holbein». По завершенні навчання в університеті, повернулася у Філадельфію і ще протягом 1881—1882 років навчалася в Пенсильванській академії витончених мистецтв під керівництвом Томаса Ікінса. Мистецтву гравірування вона вчилася у Стівен Перріш 1883 року. У ці роки вона створила низку літографій і наукових малюнків.
Також 1883 року Габрієль Клементс зустріла американську импрессионистку Еллен Хейл, яка стала її супутником в подорожах і по життю. Близько 1884 року вона навчалася в Академії Жуліана в Парижі у Вільяма Бугро і Тоні Робера-Флері. Еллен Хейл теж приїхав у Париж, щоб бути з нею. У 1885 році Габріель виставлялися в Паризькому салоні, і коли жінки подорожували по Франції, вона навчила Еллен гравірування.
Клементс виставляла свої роботи різного жанру. 1888 року вона представила 20 своїх робіт на виставці The Work of Women Etchers of America, яку проводила Union League of New York під керівництвом Сильвестра Келера. Проведена в Музеї витончених мистецтв у Бостоні, вона стала першою виставкою творів жіночого мистецтва в цьому музеї.

Габрієль Клементс також ілюструвала збірку поезій «Easter Song» Шарлотти Пендлетон, опубліковану 1892 року. Вона малювала море, міста та пейзажі різних міст Сполучених Штатів, попрацювавши за кордоном у Палестині, Алжирі та Франції. Її роботи виставлялися на багатьох майданчиках США. Офорти Клементс експонувалися на міжнародних виставках разом з роботами Френсіса Гейдена і Джеймса Вістлера. Художниця виставляла свої роботи в Жіночій будівлі та Будівлі штату Пенсильванія на Всесвітній виставці 1893 року в Чикаго, на Всесвітній виставці 1904 року в Сент-Луїсі і на виставці Sesquicentennial Exposition 1926 року у Філадельфії.
Клементс створила п'ять фресок для церков у Вашингтоні, а в Балтиморі вона намалювала краєвиди міста для галереї Bendann Galleries і фреску з назвою Oh, praise ye the Lord, al ye His angels". Також створила фрески в Детройті, Чикаго і Філадельфії. Її монументальна фреска «Урожай» («Harvest») розміром 2,7 м на 4,0 м, створена для Всесвітньої виставки 1893 року, зараз зберігається в колекції Музею Кейп-Енн. 1910 року вона створила фреску «Enlightenment» на полотні розміром 3,0 м на 6,7 м. 2014 року її реставрували в особняку Г'ю Макколла на території клубу Women's Club of York у штаті Пенсільванія.
Від 1895 до 1908 року Клементс викладала мистецтво в Балтиморській школі Bryn Mawr School, де вела нові техніки, такі як робота з акватинтою та кольоровим травленням. Також викладала мистецтво у Філадельфії. Від 1916 до 1920 року разом з Еллен Гейл викладали офорт і живопис у Чарлстоні, Південна Кароліна. Вони ж стали натхненниками створення тут Charleston Etchers' Club.

Померла 26 березня 1948 року в містечку Folly Cove поблизу міста Рокпорт, штат Массачусетс.

Деякі роботи
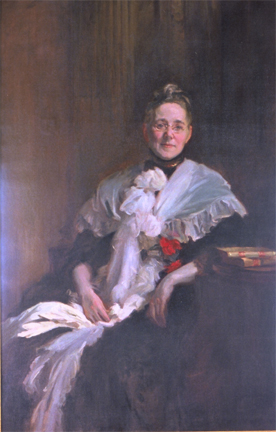
Портрет Мері Ґарретт[en], 1917
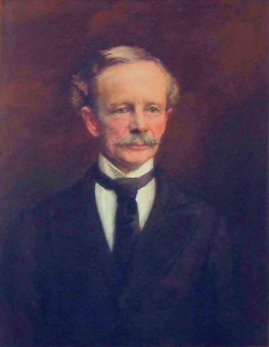
Джордж Вільям Браун[en], 1901
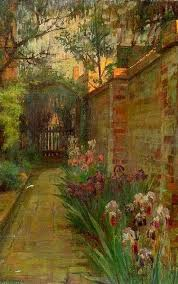
Садова доріжка, 1919

## Особисте життя
Клементс знайшла партнерку на все життя в особі художниці Еллен Гейл, з якою познайомилася в 1883 році. Гейл і Клементс стали близькими подругами в 1885 році, коли вони навчалися в Академії Жуліана в Парижі. Під час спільних подорожей та навчання Європою Клементс навчила Гейл гравюрі. У 1893 році дві художниці повернулися до Сполучених Штатів. Вони разом переїхали до будинку поблизу Глостера, штат Массачусетс, і назвали його «Хащі». Точна природа їхніх стосунків невідома, але в той час стосунки між жінками, що тривали все життя, не були рідкістю і в США часто називалися «бостонським шлюбом».